# کابینه دوم دونالد ترامپ
دومین کابینه دونالد ترامپ (انگلیسی: Second cabinet of Donald Trump) کابینه کنونی ایالات متحده آمریکا است که از ۲۰ ژانویه ۲۰۲۵، کار خود را آغاز کرد. رئیس‌جمهور این اختیار را دارد که اعضای کابینه خود را به مجلس سنای آمریکا برای تأیید طبق قانون اساسی آمریکا معرفی کند.

## اعضای کابینه
همه اعضای دائمی کابینه ایالات متحده آمریکا به‌عنوان روسای ادارات اجرایی، پس از انتصاب توسط رئیس‌جمهور و قبل از شروع به کار، نیاز به تأیید مجلس سنای ایالات متحده آمریکا دارند. معاونت ریاست‌جمهوری از این جهت استثنایی است. رئیس‌جمهور همچنین می‌تواند که روسای سایر آژانس‌ها و اعضای غیر تأیید شده توسط سنا دفتر اجرایی رئیس‌جمهور را به‌عنوان اعضای کابینه در سطح کابینه تعیین کند. کابینه با رئیس‌جمهور در اتاق کابینه، اتاقی در مجاورت دفتر بیضی ملاقات می‌کند.
از آنجایی که حزب جمهوری‌خواه کنترل مجلس سنای ایالات متحده آمریکا را در دست خواهد داشت، انتظار می‌رود که همه نامزدهای ترامپ با رقابت اندکی تأیید شوند.
در ۱۲ نوامبر ۲۰۲۴، دونالد ترامپ اعلام کرد که ایلان ماسک و ویوک راماسوامی مسئول اداره کارآمدی دولت خواهند بود. علیرغم این عنوان، بعید است که این نهاد یک بخش اجرایی فدرال باشد زیرا تأسیس دپارتمان‌های رسمی نیاز به تأیید کنگره دارد و به احتمال زیاد جزئی از دفتر اجرایی رئیس‌جمهور یا یک کمیسیون ریاست جمهوری که از نزدیک با دفتر مدیریت و بودجه همکاری می‌کند.
افراد زیر توسط رئیس‌جمهور دونالد ترامپ به‌عنوان منصوبان کابینه معرفی شده‌اند:
| دومین کابینه رئیس‌جمهور دونالد ترامپ | دومین کابینه رئیس‌جمهور دونالد ترامپ                                   | دومین کابینه رئیس‌جمهور دونالد ترامپ                                                                                    | دومین کابینه رئیس‌جمهور دونالد ترامپ |
| --- | --------------------------------------------------------------------- | --- | --- |
| Elected to office – all other cabinet members serve at the pleasure of the president Yet to be confirmed by the Senate Serving in an acting capacity به تأیید سنا نیاز ندارد |                                                                       | | |
| سمت معرفی شده در / رای اعتماد گرفته | متصدی                                                                 | سمت معرفی شده در / رای اعتماد گرفته                                                                                    | متصدی |
| معاون رئیس‌جمهور ایالات متحده آمریکا در ۱۵ ژوئیه ۲۰۲۴ معرفی شد. در ۵ نوامبر ۲۰۲۴ انتخاب شد. در ۲۰ ژانویه ۲۰۲۵ قدرت را به دست گرفت.                                            | \| سناتور ایالات متحده جی‌دی ونس از اوهایو                             | وزیر امور خارجه ایالات متحده آمریکا معرفی شده در ۱۳ نوامبر ۲۰۲۴ مقام خود را در ۲۰ ژانویه ۲۰۲۵ بر عهده گرفت             | سناتور ایالات متحده مارکو روبیو از فلوریدا |
| وزارت خزانه‌داری ایالات متحده آمریکا معرفی شده در ۱۲ نوامبر ۲۰۲۴ مقام خود را در ۲۸ ژانویه ۲۰۲۵ بر عهده گرفت                                                                   | سرمایه‌دار آمریکایی اسکات بسنت از کارولینای جنوبی                      | وزارت دفاع ایالات متحده آمریکا معرفی شده در ۱۲ نوامبر ۲۰۲۴ مقام خود را در ۲۵ ژانویه ۲۰۲۵ بر عهده گرفت                  | and TV host پیت هگست از مینه سوتا |
| دادستان کل ایالات متحده آمریکا معرفی شده در ۱۳ نوامبر ۲۰۲۴ مقام خود را در ۵ فوریه ۲۰۲۵ بر عهده گرفت                                                                          | دادستان کل فلوریدا پم باندی از فلوریدا                                | وزارت کشور ایالات متحده آمریکا معرفی شده ۱۲ نوامبر ۲۰۲۴ مقام خود را در ۳۱ ژانویه ۲۰۲۵ بر عهده گرفت                     | سیاستمدار آمریکایی داگ برگم از داکوتای شمالی |
| وزارت کشاورزی ایالات متحده آمریکا معرفی شده در ۲۳ نوامبر ۲۰۲۴ مقام خود را در ۱۳ فوریه ۲۰۲۵ بر عهده گرفت                                                                      | سیاستمدار آمریکایی بروک رولینز از تگزاس                               | وزیر بازرگانی ایالات متحده آمریکا معرفی شده در ۱۹ نوامبر ۲۰۲۴ مقام خود را در ۲۱ فوریه ۲۰۲۵ بر عهده گرفت                | تاجر آمریکایی هاوارد لوتنیک از نیویورک |
| وزیر کار ایالات متحده آمریکا معرفی شده در ۲۲ نوامبر ۲۰۲۴ مقام خود را در ۱۱ مارس ۲۰۲۵ بر عهده گرفت                                                                            | سیاستمدار آمریکایی لوری چاوز-درمر از کالیفرنیا                        | وزیر بهداشت و خدمات انسانی ایالات متحده آمریکا معرفی شده در ۱۴ نوامبر ۲۰۲۴ مقام خود را در ۱۳ فوریه ۲۰۲۵ بر عهده گرفت   | [[File: Robert F. Kennedy Jr., official portrait (2025) (cropped 3-4).jpg \|center\|frameless\|125x125px سیاستمدار آمریکایی رابرت اف. کندی جونیور از واشینگتن دی.سی |
| وزیر مسکن و توسعه شهری ایالات متحده آمریکا معرفی شده در ۲۲ نوامبر ۲۰۲۴ مقام خود را در ۵ فوریه ۲۰۲۵ بر عهده گرفت                                                              | ]] سیاست‌مدار آمریکایی اسکات ترنر از تگزاس                             | وزیر ترابری ایالات متحده آمریکا معرفی شده در ۱۸ نوامبر ۲۰۲۴ مقام خود را در ۲۸ ژانویه ۲۰۲۵ بر عهده گرفت                 | سیاستمدار آمریکایی شان دافی از ویسکانسین |
| وزیر انرژی ایالات متحده آمریکا معرفی شده در ۱۵ نوامبر ۲۰۲۴ مقام خود را در ۴ فوریه ۲۰۲۵ بر عهده گرفت                                                                          | تاجر آمریکایی کریس آلن رایت از کلرادو                                 | وزیر آموزش ایالات متحده آمریکا معرفی شده در ۱۹ نوامبر ۲۰۲۴ مقام خود را در ۳ مارس ۲۰۲۵ بر عهده گرفت                     | سیاستمدار لیندا مک من از کارولینای شمالی |
| وزیر امور کهنه‌سربازان ایالات متحده آمریکا معرفی شده در ۱۴ نوامبر ۲۰۲۴ مقام خود را در ۵ فوریه ۲۰۲۵ بر عهده گرفت                                                               | سیاستمدار داگ کالینز از جورجیا                                        | وزیر امنیت میهن ایالات متحده آمریکا معرفی شده ۱۲ نوامبر ۲۰۲۴ مقام خود را در ۲۵ ژانویه ۲۰۲۵ بر عهده گرفت                | Governor کریستی نوم از داکوتای جنوبی |
| Cabinet-level officials |                                                                       | | |
| Office Date announced/confirmed | Designee                                                              | Office Date announced/confirmed                                                                                        | Designee |
| رئیس دفتر رئیس جمهور ایالات متحده آمریکا معرفی شده ۷ نوامبر ۲۰۲۴ مقام خود را بر عهده گرفت ۲۰ ژانویه ۲۰۲۵                                                                     | Political consultant سوزی وایلز from فلوریدا                          | رئیس سازمان حفاظت از محیط زیست ایالات متحده آمریکا معرفی شده ۱۱ نوامبر ۲۰۲۴ مقام خود را در ۲۹ ژانویه ۲۰۲۵ بر عهده گرفت | Former مجلس نمایندگان ایالات متحده آمریکا لی زلدین from نیویورک (ایالت)                                                                                             |
| اداره مدیریت و بودجه Announced TBD Assumed office TBD | TBD from TBD                                                          | اداره کننده اطلاعات ملی معرفی شده ۱۳ نوامبر ۲۰۲۴, مقام خود را بر عهده گرفت ۱۲ فوریه ۲۰۲۵                               | Former مجلس نمایندگان ایالات متحده آمریکا تولسی گبرد from هاوایی |
| اداره کننده سیا معرفی شده ۱۲ نوامبر ۲۰۲۴ مقام خود را در ۲۳ ژانویه ۲۰۲۵ بر عهده گرفت                                                                                          | Former اداره‌کننده اطلاعات ملی جان رتکلیف from تگزاس                   | دفتر نماینده تجاری ایالات متحده آمریکا Announced TBD Assumed office TBD                                                | TBD from TBD |
| سفیر ایالات متحده آمریکا در سازمان ملل متحد Announced November 10, 2024 Assumed office TBD                                                                                   | مجلس نمایندگان ایالات متحده آمریکا الیز استفانیک from نیویورک (ایالت) | Chair of the شورای مشاوران اقتصادی Announced TBD Assumed office TBD                                                    | TBD from TBD |
| رئیس اداره کسب‌وکارهای کوچک معرفی شده در ۵ نوامبر ۲۰۲۴ مقام خود را در ۲۰ فوریه ۲۰۲۵ بر عهده گرفت                                                                              | سیاستمدار کلی لوفلر از جورجیا                                         | Science Advisor to the President Director of the دفتر سیاست علم و فناوری (آمریکا) Announced TBD Assumed office TBD     | TBD from TBD |

## اعضای منتخب

### رئیس‌جمهور
ترامپ در انتخابات ریاست جمهوری ۲۰۲۴، معاون رئیس‌جمهور فعلی، کامالا هریس را شکست داد و ۳۱۲ رای الکترال پیش‌بینی شده در مقایسه با ۲۲۶ رای الکترال پیش‌بینی شده هریس در انتخابات دریافت کرد. تأیید رسمی نتایج در ۶ ژانویه ۲۰۲۵ انجام خواهد شد. او در ۲۰ ژانویه ۲۰۲۵ قدرت را به دست خواهد گرفت.
| رئیس‌جمهور ایالات متحده آمریکا | رئیس‌جمهور ایالات متحده آمریکا | رئیس‌جمهور ایالات متحده آمریکا                       | رئیس‌جمهور ایالات متحده آمریکا                                               | رئیس‌جمهور ایالات متحده آمریکا |
| تصویر                         | نام                           | تولد                                                | پس زمینه                                                                    | منبع                          |
| ----------------------------- | ----------------------------- | --------------------------------------------------- | --------------------------------------------------------------------------- | ----------------------------- |
|                               | دونالد ترامپ                  | ۱۴ ژوئن ۱۹۴۶ (خطا: نیازمند سال، ماه، روز معتبر سال) | - رئیس‌جمهور ایالات متحده آمریکا (۲۰۱۷–۲۰۲۱) - رئیس سازمان ترامپ (۱۹۷۱–۲۰۱۷) | [ ۵ ]                         |

### معاون رئیس‌جمهور
معاون رئیس‌جمهور تنها عضو کابینه ای است که به این سمت انتخاب می‌شود که نیازی به تأیید سنا ندارد و معاون رئیس‌جمهور به رضایت رئیس‌جمهور خدمت نمی‌کند. سناتور جی‌دی ونس با دریافت ۳۱۲ رای الکترال پیش‌بینی شده در مقایسه با فرماندار مینه سوتا، تیم والز که ۲۲۶ رای الکترال پیش‌بینی شده در انتخابات کسب کرد، به عنوان معاون رئیس‌جمهور ایالات متحده انتخاب شد.
| معاون رئیس‌جمهور ایالات متحده آمریکا | معاون رئیس‌جمهور ایالات متحده آمریکا | معاون رئیس‌جمهور ایالات متحده آمریکا               | معاون رئیس‌جمهور ایالات متحده آمریکا                                                                            | معاون رئیس‌جمهور ایالات متحده آمریکا |
| تصویر                               | نام                                 | تولد                                              | پس زمینه | منبع                                |
| ----------------------------------- | ----------------------------------- | ------------------------------------------------- | --- | ----------------------------------- |
|                                     | جی‌دی ونس                            | ۲ اوت ۱۹۸۴ (خطا: نیازمند سال، ماه، روز معتبر سال) | - سناتور ایالات متحده از اوهایو (۲۰۲۳–اکنون) - سرجوخه در سپاه تفنگداران دریایی ایالات متحده آمریکا (۲۰۰۳–۲۰۰۷) | [ ۵ ]                               |